# The Aerosol Grey Machine
The Aerosol Grey Machine is het eerste album van de Britse progressieve-rockband Van der Graaf Generator. 

## Geschiedenis
Zanger Peter Hammill had er al diverse samenstellingen van de band opzitten, toen hij besloot een soloalbum op te nemen. De bandnaam bleef echter overeind en de band sloot onder aanvoering van John Peel en Tony Stratton-Smith een contract met Charisma Records. Men kwam overeen The Aerosol Grey Machine uit te brengen op Mercury Records. De Amerikaanse tak van Mercury bracht het inderdaad uit in nazomer 1969; in het Verenigd Koninkrijk zou het niet verder komen dan een testpersing. Een Europese persing kwam “pas” in 1974 en werd gedistribueerd via Fontana Records (o.a. Duitsland) en Vertigo Records ( o.a. Nederland en Italië).  
In 1997 volgde compact discversies met twee bonusnummers. Repertoire Records perste het in de originele volgorde; Fie! Records.(van Peter Hammill) wijzigde iets aan de trackvolgorde.
In een terugblik constateerde AllMusic dat dit eerste album afwijkt van het overige repertoire van de band, alhoewel hier en daar er tekenen waren die wezen op de toekomstige mogelijkheden.

## Musici
- Peter Hammill – zang, gitaar
- Keith Ian Ellis – basgitaar, achtergrondzang
- Hugh Banton – toetsinstrumenten, zang
- Guy Evans – drumstel

Met Jeff Peach – dwarsfluit op Running Back

## Muziek

### Elpee
| Nr. | Titel                              | Duur |
| --- | ---------------------------------- | ---- |
| 1.  | Afterwards (Hammill)               | 4:55 |
| 2.  | Orthenthian St (Part I) (Hammill)  | 2:23 |
| 3.  | Orthenthian St (Part II) (Hammill) | 3:53 |
| 4.  | Running Back (Hammill)             | 6:35 |
| 5.  | Into A Game (Hammill)              | 6:57 |

| Nr. | Titel                                  | Duur |
| --- | -------------------------------------- | ---- |
| 1.  | Aerosol Grey Machine (Hammill)         | 0:47 |
| 2.  | Black Smoke Yen (Ellis, Evans, Banton) | 1:26 |
| 3.  | Aquarian (Hammill)                     | 8:22 |
| 4.  | Necromancer (Hammill)                  | 3:38 |
| 5.  | Octopus (Hammill)                      | 8:00 |

### CD Repertoire Records
| Nr. | Titel                                  | Duur |
| --- | -------------------------------------- | ---- |
| 1.  | Afterwards (Hammill)                   | 4:55 |
| 2.  | Orthenthian St (Part I) (Hammill)      | 2:23 |
| 3.  | Orthenthian St (Part II) (Hammill)     | 3:53 |
| 4.  | Running Back (Hammill)                 | 6:35 |
| 5.  | Into A Game (Hammill)                  | 6:57 |
| 6.  | Aerosol Grey Machine (Hammill)         | 0:47 |
| 7.  | Black Smoke Yen (Ellis, Evans, Banton) | 1:26 |
| 8.  | Aquarian (Hammill)                     | 8:22 |
| 9.  | Necromancer (Hammill)                  | 3:38 |
| 10. | Octopus (Hammill)                      | 8:00 |
| 11. | People You Were Going to (Hammill)     | 2:24 |
| 12. | Firebrand (Hammill)                    | 4:08 |

People You Were Going to en Firebrand waren A- en B-kant van een single uitgebracht via Polydor in 1969. Op deze opnamen is nog te horen Chris Judge Smith op saxofoon en samenzang.

### CD Fie! Records (1997)
| Nr. | Titel                                  | Duur  |
| --- | -------------------------------------- | ----- |
| 1.  | Afterwards (Hammill)                   | 4:58  |
| 2.  | Orthenthian St. (Hammill)              | 6:19  |
| 3.  | Running Back (Hammill)                 | 6:36  |
| 4.  | Into A Game (Hammill)                  | 6:57  |
| 5.  | Ferret & Featherbird (Hammill)         | 4:34  |
| 6.  | Aerosol Grey Machine (Hammill)         | (0:46 |
| 7.  | Black Smoke Yen (Ellis, Evans, Banton) | 1:27  |
| 8.  | Aquarian (Hammill)                     | 8:21  |
| 9.  | Giant Squid (Hammill)                  | 3:19  |
| 10. | Octopus (Hammill)                      | 7:57  |
| 11. | Necromancer (Hammill)                  | 3:30  |